# Жаворонки
Жа́воронки (рос. Жаворонки) — присілок у складі Звіриноголовського округу Курганської області, Росія.
Населення — 201 особа (2010, 327 у 2002).
Національний склад станом на 2002 рік:
- росіяни — 71 %
- казахи — 28 %